# Raniganj
Raniganj – gaun wikas samiti w środkowej części Nepalu  w strefie Dźanakpur w dystrykcie Sarlahi. Według nepalskiego spisu powszechnego z 2001 roku liczył on 934 gospodarstw domowych i 5152 mieszkańców (2489 kobiet i 2663 mężczyzn).